# Christinehamn–Sjöändans Järnväg
Christinehamn–Sjöändans Järnväg var en 11 kilometer lång smalspårig järnväg i Värmland mellan Sjöändan och Kristinehamn, anlagd för att underlätta järntransporten mellan Bergslagskanalen och Vänern. Den från början hästdragna järnvägen öppnades 1850. År 1858 införskaffades två ånglok och man öppnade även för persontrafik. När trafiken nådde sin kulmen 1864 fanns det sex personvagnar och 49 godsvagnar, betjänade av tre ånglok. När Nordvästra stambanans öppnade 1866 korsade de två järnvägarna i plan fram till 1876.
År 1873 inkorporerades banan i Östra Värmlands Järnväg efter ombyggnad till normalspår.